# Маршал, Изабелла
Изабелла Маршал (9 октября 1200 — 17 января 1240) — английская графиня. Она была женой Гилберта де Клера и Ричарда Корнуоллского.

## Биография
Изабелла Маршал родилась 9 октября 1200 года в Замке Пембрук в семье Уильяма Маршала и Изабель де Клер.

### Первый брак
9 октября 1217 (аббатство Тьюксбери) Изабелла Маршал вышла замуж за Гилберта де Клера. Несмотря на большую разницу в возрасте брак был счастливым. Изабелла родила де Клеру шестерых детей:
- Агнес де Клер
- Амиция де Клер (27 мая 1220—1284); 1-й муж: Болдуин де Редверс (ум. 1245), 6-й граф Девон и лорд острова Уайт; 2-й муж: после 10 января 1248 Роберт де Гин (ум. после 17 марта 1261)
- Ричард де Клер (4 августа 1222 — 15 июля 1262), 5/6-й граф Хартфорд, 2/5 граф Глостер и 8-й лорд Клер с 1230
- Изабелла де Клер[англ.] (2 ноября 1226 — после 10 июля 1264); муж: с 12 мая 1240 сэр Роберт (VI) де Брюс (1210 — 31 марта 1295), 5-й лорд Анадейл
- Уильям де Клер (1228—1258)
- Жильбер де Клер (1229 — ?), монах.

25 октября 1230 Гилберт де Клер умер, оставив Изабеллу вдовой.

### Второй брак
30 марта 1231 года Изабелла вышла замуж за Ричарда Английского (5 января 1209 — 2 апреля 1272). Это вызвало недовольство короля Генриха, брата Ричарда, который хотел лучшей партии для Ричарда. Несмотря на измены Ричарда супруги вполне ладили. В браке они родили четверых детей:
- Джон (31 января 1232 — 22 сентября 1233)
- Изабелла (9 сентября 1233 — 10 октября 1234)
- Генрих (2 ноября 1235 — 13 марта 1271), погиб бездетным при жизни отца, он был убит своими кузенами Ги и Симоном де Монфорами
- Николас (17 января 1240), умер вскоре после рождения.

## Смерть
Изабелла умерла от печёночной недостаточности 17 января 1240 во время родов в замке Беркхамстед. Изабелле было 39 лет.
Когда Изабелла умирала, она просила чтобы её похоронили рядом с её первым мужем в аббатстве Тьюксбери. Однако Ричард похоронил Изабеллу в аббатстве Бьюли рядом с её маленьким сыном, в качестве благородного жеста Ричард послал её сердце в серебряном с позолотой ларце в аббатство Тьюксбери.

## В культуре
Изабелла и её муж Ричард появляются в исторических романах Вирджинии Хенли: The Marriage Prize и The Dragon and the Jewel.